# Барбер, Мелиза
Мелиза Барбер (англ. Me'Lisa Barber; род. 4 октября 1980, Монтклэр, Нью-Джерси) — американская легкоатлетка, бегунья на короткие и средние дистанции. Трёхкратная чемпионка мира.

## Биография
Мелиза Барбер родилась 4 октября 1980 года в американском городе Монтклэр.
Первые высокие результаты показала в средней школе Монтклэр, выступая в эстафетах 4х100 и 4х400 метров.
По итогам 1998 года, выступая за университет Южной Каролины, стала второй в беге на 55 метров на вузовских соревнованиях NJSIAA Meet of Champions.
В 1999 году выступила на юниорском чемпионате США на 100-метровке, но не пробилась в финал.
В 2001 году завоевала золотую медаль на летней Универсиаде в Пекине. Квартет США, в который также входили Деметрия Вашингтон, Кэролин Джексон и её сестра Микеле Барбер, занял 1-е место в эстафете 4х400 метров с результатом 3 минуты 28,04 секунды.
В 2003 году завоевала золотую медаль на чемпионате мира в Париже. В финале американский квартет в составе Деметрии Вашингтон, Джирл Майлз Кларк, Мелизы Барбер и Сани Ричардс занял 1-е место в эстафете 4х400 метров (3.22,63). Сборная США опередила всего на 0,28 секунды россиянок, на 0,29 секунды — ямаек.
В 2005 году вновь выиграла золото на чемпионате мира в Хельсинки, на этот раз в эстафете 4х100 метров. Анжела Дэйгл, Муна Ли, Мелиза Барбер и Лорин Уильямс показали в финале результат 41,78 секунды.
В 2006 году Барбер выиграла третье в карьере и первое личное золото чемпионата мира. На ЧМ в помещении в Москве она стала лучшей в беге на 60 метров с результатом 7,01 секунды.
Трижды побеждала на чемпионате США по лёгкой атлетике: в 2005 году в беге на 100 метров, в 2006 и 2009 годах — в беге на 60 метров.
В 2009 году разорвала ахиллово сухожилие, попав в автомобильную аварию в Атланте.
После завершения карьеры занималась бизнесом: изготавливала ювелирные украшения для компании TheHoneyCollection Jewelry Line.

## Личные рекорды
- Бег на 100 метров — 10,95
- Бег на 200 метров — 22,37
- Бег на 300 метров — 37,54
- Бег на 400 метров — 50,87

## Семья
Родители — Рональд и Шерил Барбер. У Мелизы Барбер есть сестра-близнец Микеле Барбер, в 2007 году ставшая чемпионкой мира по лёгкой атлетике и чемпионкой Панамериканских игр.